# Peter Candid

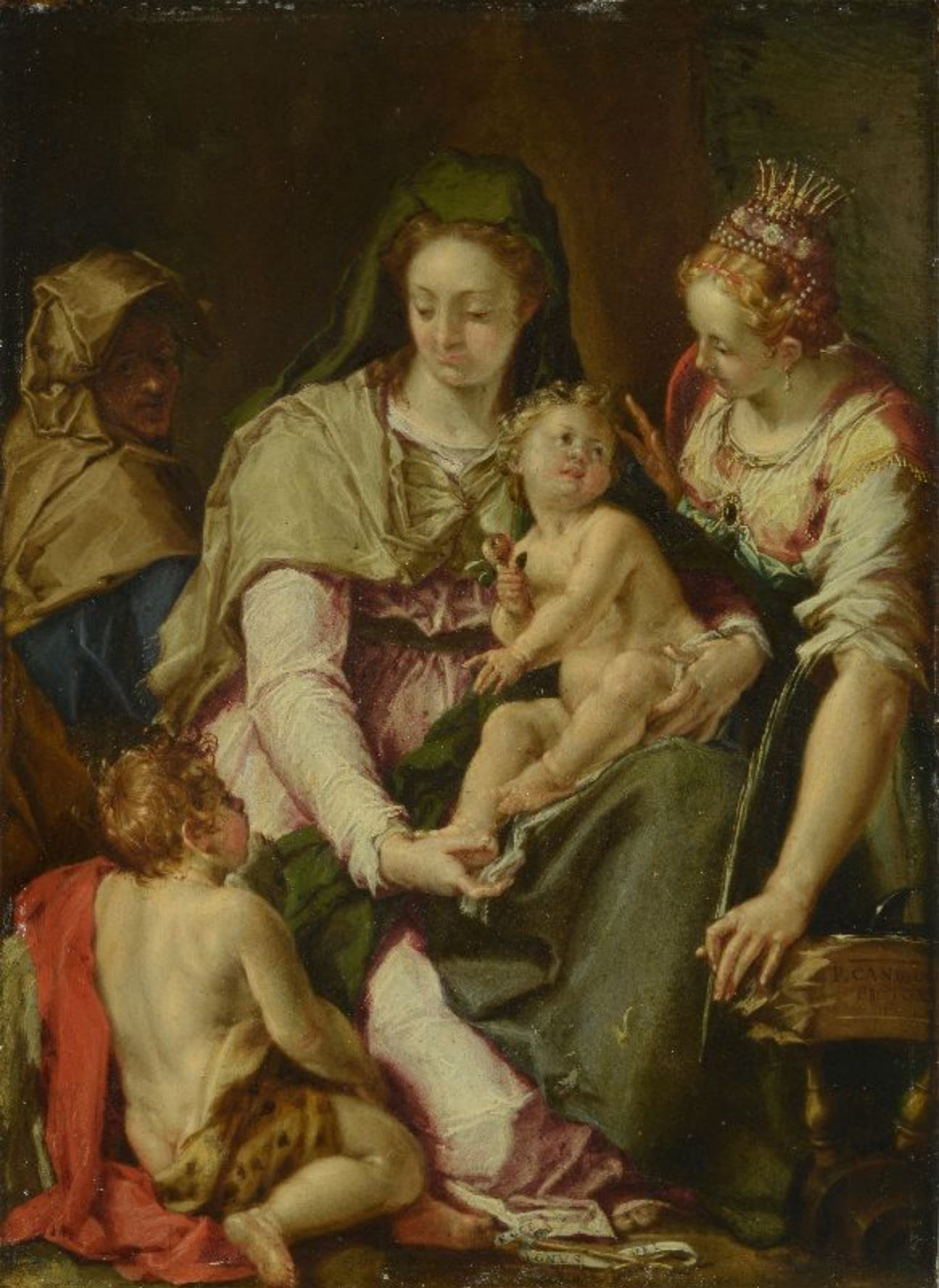
Maria mit dem Kind, der heiligen Anna und der hl. Katharina von Alexandrien

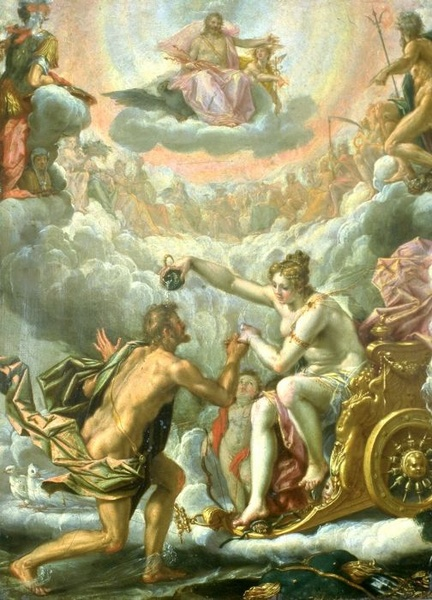
Aeneas wird von Venus in den Olymp aufgenommen

Peter Candid (* um 1548 in Brügge; † 1628 in München; auch Pietro Candid; eigentlich Pieter de Witte, lat. Petrus Candidus) war ein flämischer Maler und Grafiker, der in Florenz und in München wirkte. Er war ein Hofkünstler und arbeitete mit einer größeren Werkstatt.

## Leben und Werk
1558 zog sein Vater, der Teppichwirker Pieter de Witte, aus Brügge nach Florenz, um in den Dienst Cosimos I. zu treten.
Seinen flämischen Namen „de Witte“ (der Weiße) italienisierte man zu „Candido“ (italien. candido = weiß). Der Sohn Pieter ist erstmals 1569 anlässlich der Bezahlung eines Freskos urkundlich belegt. Möglicherweise erhielt er seine Ausbildung beim Teppichentwerfer Giovanni Stradano, der ebenfalls aus Brügge stammte und nach Florenz gekommen war, wo er unter Giorgio Vasari arbeitete. Auch Peter Candid war Mitarbeiter von Giorgio Vasari und arbeitete ab 1575 für den Großherzog der Toskana Ferdinando I. de’ Medici. 1576 ist Candid als Mitglied der Malerakademie „Accademia del Disegno“ nachgewiesen, 1583 stieg er zum „Accademico“ auf. Die Verbindung zu Vasari brachte ihm die Möglichkeit zur Mitarbeit bei der Ausführung der Sala Regia im Vatikan und auch bei der Kuppel des Doms zu Florenz. 1581/82 war er erneut in Rom.
1586 folgte Candid dem Ruf von Herzog Wilhelm V. an den Münchner Hof und lebte ab da mit Unterbrechungen bis zu seinem Lebensende in Bayern, wo er auch Werke für Kirchen in anderen bayerischen Städten schuf. Wegen finanzieller Engpässe entließ ihn der Herzog 1595, doch Wilhelms Nachfolger Maximilian I.  stellte ihn 1602 wieder fest an. Für ihn malte Candid zwischen 1602 und 1619 zahlreiche Deckengemälde für neue Räume der Münchner Residenz. In die Münchner Periode fallen auch zahlreiche Entwürfe für Gobelins für die 1604 in München gegründete Teppichmanufaktur. Diese Zeichnungen wurden von G. Amling und J. A. Zimmermann in Kupfer gestochen. Zahlreiche Werke Candids reproduzierte der Stecher Jan Sadeler, wodurch seine Bildideen europaweite Verbreitung erlangten.
Weiter wurden von Candid unter anderem eine Madonna an der Vorderseite der Münchner Residenz, der Brunnen mit der Statue Ottos von Wittelsbach im vorderen Hof der Residenz, das Grabdenkmal Kaiser Ludwigs in der Frauenkirche und die Madonna auf der Mariensäule in München entworfen.
Peter Candid hat ferner um 1616/20 zahlreiche (nicht erhaltene) Wand- und Deckengemälde im Alten Schloss Schleißheim sowie eine Reihe von Altarbildern für Kirchen in München, Freising, Augsburg und anderen Orten gemalt, unter denen die Himmelfahrt Mariä in der Frauenkirche zu München als das bedeutendste gilt.
Candid war verheiratet und hatte fünf Kinder, er besaß seit 1592 bis 1607 ein Eckhaus auf dem Gelände der heutigen Feldherrenhalle. Später wohnte er in einem Haus, das ihm der Herzog geschenkt hatte. Spätestens 1611 führte er den Titel eines herzoglichen „Kammermalers“ (Pictor camerarius), der allerdings ein reiner Ehrentitel war und nicht exklusiv ihm allein zustand. Offenbar krankheitshalber löste er 1625 seine Malerwerkstatt auf und verstarb im März 1628.

## Posthume Ehrungen

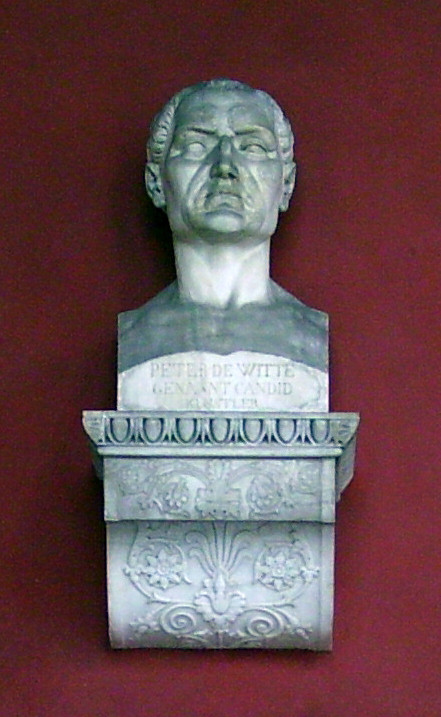
Pieter de Witte, alias Peter Candid; Büste in der Münchner Ruhmeshalle

In München-Giesing ist mit Candidstraße, Candidbrücke und Candidtunnel ein Teilstück des Mittleren Rings nach ihm benannt. Das betrifft auch den Candidplatz mit der gleichnamigen U-Bahn-Station.
Seine Büste fand Aufstellung in der Ruhmeshalle in München.